# Episparis fenestrifera
Episparis fenestrifera är en fjärilsart som beskrevs av Felix Bryk 1915. Episparis fenestrifera ingår i släktet Episparis och familjen nattflyn. Inga underarter finns listade i Catalogue of Life.

## Bildgalleri

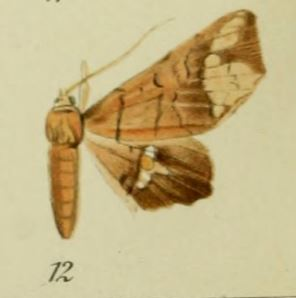